# Amonardia arctica
Amonardia arctica är en kräftdjursart som först beskrevs av T. Scott 1898.  Amonardia arctica ingår i släktet Amonardia och familjen Miraciidae. Inga underarter finns listade i Catalogue of Life.